# Cassiano dal Pozzo

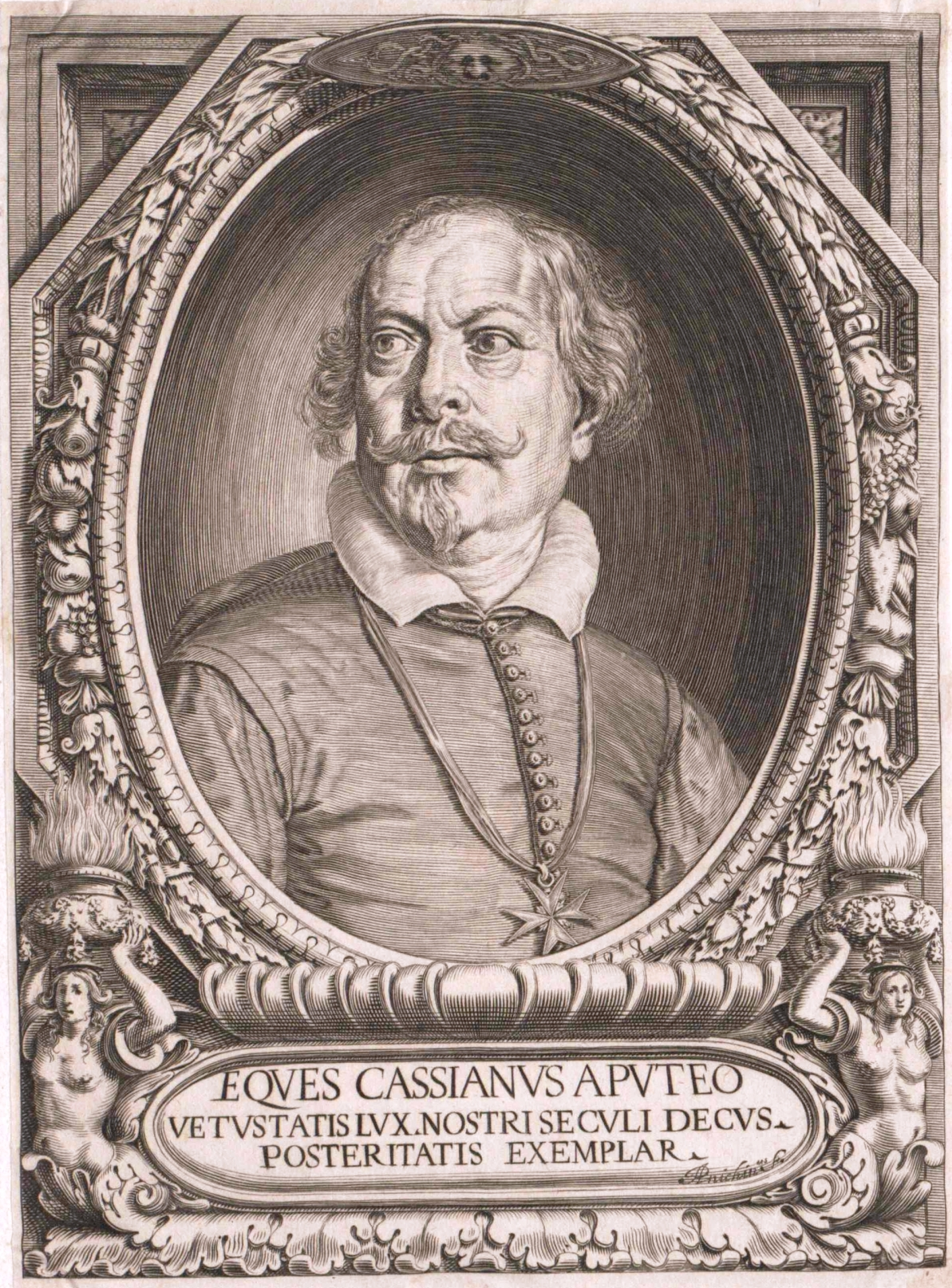
Cassiano dal Pozzo

Cassiano dal Pozzo (1588, Turyn - 22 października 1657, Rzym), włoski uczony i mecenas sztuki. Studiował w Pizie, gdzie korzystał ze wsparcia kuzyna swego ojca Carlo Antonio dal Pozzo arcybiskupa i doradcy Ferdynanda I Medyceusza, Wielkiego Księcia Toskanii. Po ukończeniu w 1607 roku studiów z prawa cywilnego i kościelnego został sędzią w Sienie. W 1612 przeniósł się do Rzymu, gdzie mieszkał do śmierci. W 1623 został sekretarzem kardynała Francesca Barberini bratanka papieża Urbana VIII. Pracując dla kardynała mógł realizować swoją pasję do sztuki a w szczególności do rysunków przedstawiających rośliny i zwierzęta. Wraz ze swym młodszym bratem, Carlo Antonim, stworzyli kolekcje znaną jako Museo Cartaceo (Papierowe Muzeum).